# 廣州市渡口、碼頭及港口列表

## 廣州港口
- 廣州港（原廣州港及黃埔港）
- 南沙港（深圳港深圳西航道末端）
- 莲花山港

## 廣州市區珠江沿岸碼頭
- 金沙洲碼頭
- 石围塘碼頭
- 黃埔軍校碼頭
- 會展中心碼頭
- 海心沙西區碼頭
- 廣州塔碼頭
- 大沙頭碼頭
- 天字碼頭
- 芳村碼頭
- 西堤碼頭
- 中大碼頭
- 新洲碼頭
- 深井碼頭
- 長洲碼頭
- 魚珠碼頭
- 沙貝碼頭（已拆除）
- 大元帅府码头
- 纺织码头
- 堑口码头
- 省总码头
- 海幢码头
- 鳌洲码头
- 白蜆殼碼頭
- 白鶴洞碼頭
- 廣中碼頭
- 聯合圍碼頭（已拆除）
- 沙溪碼頭
- 永興街碼頭
- 坦尾碼頭
- 松溪碼頭（已拆除）
- 西村碼頭（已拆除）
- 如意坊碼頭
- 黃沙碼頭
- 太古倉碼頭（已停運）
- 獵德碼頭（已拆除）

## 番禺區及南沙区渡口
- 新造渡口
- 穗石渡口（已停運）
- 南亭渡口（已停運）
- 大興渡口
- 東鄉渡口
- 西三渡口
- 西二渡口（已停運）
- 南浦锦绣半岛码头
- 西一渡口（至海珠區）
- 下北渡口（至荔灣區）
- 韋涌渡口（至佛山市順德區）
- 沙路渡口（至黃埔區，已停運）
- 北斗渡口
- 八沙渡口（至佛山市順德區）
- 張松渡口（至佛山市順德區）
- 前鋒渡口
- 東導渡口
- 沙公堡渡口
- 沙北渡口
- 觀龍渡口
- 三沙渡口
- 大穩渡口
- 東風渡口
- 細瀝渡口
- 新沙渡口
- 新沙醫院渡口
- 南二渡口
- 廟青渡口
- 廟貝渡口
- 圭沙農場渡口
- 新聯二村渡口（至南沙区）
- 放馬渡口（中山名為「大奎渡口」）（至中山市）